# Watner
Der (das) Watner war ein polnisches Gewichtsmaß und entsprach dem Zentner.
- 1 Watner = 4 Kamien/Stein = 100 Funta/Pfund = 1600 Unzen = 3200 Lot = 12800 Drachm = 40320 Gramm
- 1 Drachm = 1/128 Funt/Pfund = 3 3/20 Gramm[1]